# Ramón Mihura
Ramón Fermín Mihura (Gualeguay, 17 de abril de 1861 - Buenos Aires, 18 de abril de 1944) fue un hacendado y político argentino, gobernador de la Provincia de Entre Ríos entre 1922 y 1926.

## Biografía
Era hijo de Juan Bautista Mihura y Fermina Barcelona, y hermano del también político Emilio Mihura. Se casó con Elisa Hiriart, con quien tuvo tres hijos.
Fue diputado provincial por Nogoyá entre 1916 y 1918, diputado nacional por Entre Ríos y director del Banco Nación.
En las elecciones de 1922 -y contando con el apoyo de Hipólito Yrigoyen- fue elegido gobernador de Entre Ríos con 35.216 votos, frente a los 26.648 votos de los candidatos de la Concentración Popular (conservadores), Alberto Méndez Casariego y Benito Legerén.
Con la escisión del radicalismo adhirió a la figura de Marcelo T. de Alvear, aunque su vicegobernador permaneció leal a Yrigoyen.
Durante su gestión debió enfrentar la férrea oposición de los grupos conservadores con mayoría en la Legislatura de la Provincia; que obstaculizaron al rechazar sucesivamente los proyectos de Ley de Presupuesto del Poder Ejecutivo Provincial (con excepción del de 1923) y otros proyectos legislativos, como el de reforma de la Constitución Provincial (1922).
En noviembre (1922) intentó llevar adelante una controvertida reforma de la Constitución Provincial para establecer una reelección indefinida a gobernadores y la posibilidad de designar intendentes por simple decreto del gobernador, evitando la elección directa de las autoridades; lo que tensó la relación con los sectores socialistas, conservadores,demócratas progresistas y antipersonalistas en la legislatura.  Las discusiones y acusaciones de depotismo a Mihura llegaron al punto de quiebre cuando grupos de hombres armados no identificados, que habrían salido del Comité Radical de Paraná ingresaron en la legislatura provincial apaleando a los diputados provinciales opositores, tras lo cual con una legislatura en minoría con la sola presencia de legisladores que respondían a Mihura se aprobó la ampliación de la Corte provincial de 3 a 7 miembros.
Entre las obras destacadas de su administración: la ampliación de la red telegráfica y telefónica provincial; la expansión de la infraestructura escolar (48 escuelas creadas entre 1922-1926, de las cuales 36 son provinciales); la instalación de Obras Sanitarias de la Provincia en Gualeguaychú, Gualeguay y Victoria con el fin de dotar a estas localidades de los servicios de agua corriente y cloacas; la ampliación de la oferta de crédito agrícola, la creación de seis cooperativas agrícola-ganaderas en General Campos, Villa del Rosario, Urdinarrain, La Paz, Concordia y General Racedo; entre otras.